# Кеа (острво)
Кеа или Ција (грчки грч. ) је једно острва у групацији Киклада у Грчкој. Управно острво припада округу Кеа-Китнос у оквиру Периферији Јужни Егеј, где чини засебну општину. Главно место на острву, градић Лулис, је истовремено и седиште округа.

## Природни услови
Кеа је једно од острва Киклада средње величине. Њена посебност (и значајна повољност) је то што је од свих острва Киклада најближа копну - свега 15ак источно од јужне Атике. Престоница Атина је на свега 60 km удаљености. Најближе околно острво је Китнос 10 km ка југу. Острво је средње разуђено и планинско у већем делу. 
Кеа спада у острва Киклада која су положена ближе копну, што даје више подзене воде Кеи и тиме надокнађује недостатак воде услед сушне средоземне климе. И поред тога Кеа је добрим делом сушна и каменита, а биљни и животињски свет су такође особени за ову климу. Од гајених култура доминирају маслина и винова лоза.

## Историја
За Кеу, као и за целокупне Кикладе, је необично важно раздобље касне праисторије, тзв. Кикладска цивилизација, зависна и блиска Минојској. Иза Кикладске цивилизације су данас остале бројне фигурине-идоли, везане за загробни живот. Током старе Грчке Кеа је била један од малих полиса у веома важном делу Грчке.
После тога острвом је владао стари Рим, а затим и Византија, када је на острву подигнуто много цркава, што говори о процвату тадашње острвске привреде. 1204. г. после освајања Цариграда од стране Крсташа Киклади потпадају под власт Млечана, под којима остају дуго, до 1527, када нови господар постаје Османско царство. Становништво Кее је било укључено у Грчки устанак 20их година 19. века, па је острво оно је одмах припало новооснованој Грчкој. Међутим, развој нове државе није спречио исељавање месног становништва у 20. веку. Последњих деценија ово је донекле умањено развојем туризма.

## Становништво
Главно становништво на Кеи су Грци. Кеа спада у ређе насељена острва међу значајинијим острвима Киклада, али је близина престонице Атине и развој викенд-туризма допринео наглом просперитету острва током последње две деценије. Ово је узроковало скок становништва за око 50%.
Главно место острва, град Јоулис или једноставније Хора ("средиште") се налази у средини острва, на врху брда, и удаљен од мора, а разлог овоме су некадашњи напади гусара, који су нападали насеља на обали. Због тога је ово место посебно сликовито и туристички привлачно.

## Привреда
Привреда Кее се заснива на туризму (највише викенд-туризам Атињана) и поморству, а мање на традициналној пољопривреди (јужно воће, маслине).

## Галерија
- Корисиа, Кеа
- Корисиа , Ливади плажа
- село Лоулида(Luolida), Кеа
- Плажа Тзиа(Tzia)
- Коста
- Храм Атина
- Статуа Лава
- Лав
- Картхаиа(Karthaia), Горњи плато
- Торањ Агија Марина(остаци)